# Diana Dilova
Diana Vutova Dilova, coniugata Brajnova (in bulgaro Диана Вутова Дилова-Брайнова?; Sofia, 1º novembre 1952), è un'ex cestista bulgara.

## Carriera
Con la Bulgaria ha disputato due edizioni dei Giochi olimpici (Montréal 1976, Mosca 1980) e tre dei Campionati europei (1972, 1976, 1980).